# Donax bruneirufi
Donax bruneirufi is een tweekleppigensoort uit de familie van de Donacidae. De wetenschappelijke naam van de soort is voor het eerst geldig gepubliceerd in 2012 door Huber.